# Mao Vạn Xuân
Mao Vạn Xuân  sinh 1961, tại huyện Thang Âm, tỉnh Hà Nam Trung Quốc. Ông là Ủy viên Ủy ban Trung ương Đảng Cộng sản Trung Quốc khóa XVIII, bầu bổ sung năm 2014, Ủy viên dự khuyết Ủy ban Trung ương Đảng Cộng sản Trung Quốc khóa XIX, hiện đang là Chủ tịch Chính Hiệp Hải Nam.

## Sự nghiệp
Mao Vạn Xuân tốt nghiệp đại học chuyên ngành giáo dục chính trị đại học Hà Nam.
Ông từng trải qua các chức vụ Phó chủ tịch huyện, Trưởng phòng tuyên giáo, Bí thư huyện đoàn Thang Âm; Phó bí thư huyện ủy An Âm, Lâm Châu, tỉnh Hà Nam.
Tháng 2 năm 1998, ông là Phó Bí thư thành ủy Châu Khẩu Địa, tỉnh Hà Nam.
Tháng 1 năm 2001, ông giữ chức Phó Bí thư kiêm thị trưởng thành phố Hứa Xương tỉnh Hà Nam.
Tháng 1 năm 2006, ông lên chức Bí thư kiêm Thị trưởng Hứa Xương, Hà Nam
Tháng 7 năm 2010, ông giữ chức Bí thư Thành ủy Lạc Dương, tỉnh ủy viên Hà Nam;
Tháng 5 năm 2013, ông làm Thường vụ Tỉnh ủy tỉnh Thiểm Tây.
Tháng 01 năm 2018, ông được bổ nhiệm làm Chủ tịch Chính Hiệp tỉnh Hải Nam.